# Evangelische Freiheit
Evangelische Freiheit ist ein Zentralbegriff des Christentums. Er gibt dem allgemein menschlichen Freiheitsstreben eine spezifische, durch die Worte und Taten, den Tod und die Auferstehung Jesu Christi, d. h. durch das Evangelium begründete Antwort. Der Begriff ist vom Wortsinn her nicht konfessionell gemeint (im Sinne der Evangelischen Kirche), wird jedoch von den Kirchen der Reformation als ihr spiritueller Schwerpunkt angesehen.

Der Fundamentaltheologe der evangelischen Freiheit ist Paulus. In seinen Briefen, vor allem im Galater- und Römerbrief, ist Freiheit das durchgängige Thema. 

„Ihr aber, liebe Brüder, seid zur Freiheit berufen.“

  Paulus lehrt, wie sich durch Christus die Existenzbedingungen eines Menschen verändern und wie wirkliche Freiheit in Christus möglich sei. 
Ausgangspunkt ist die Unfreiheit des Menschen das Gute zu vollbringen, schuldhaft entstanden durch seine Loslösung von Gott und seine Hinwendung zum Geschaffenen. Das den Juden gegebene Gesetz fordert die restlose Hingabe des Menschen an Gott und den Nächsten in Tat, Wort und Willen. Das Gesetz ist heilig und gut, offenbart jedoch eben dadurch die Unfreiheit des Menschen, da es ihn in einen unlösbaren Widerstreit zwischen Gehorsam und Selbstbehauptung versetzt.
Christus ist die Erfüllung des Gesetzes und der Freiheit, da in ihm die eigentliche Absicht des Gesetzes erst vollkommen anschaubar wird. In seinem Tod und seiner Auferstehung aber vollzieht Gott die Wende zur bedingungslosen Barmherzigkeit. Die Forderung des Gesetzes und damit der Anspruch der Sünde, Macht über einen Menschen ausüben zu können, sind nicht mehr existent. Paulus formuliert diesen Vorgang als Sterben. Der Mensch ist für den Machtbereich der Sünde gestorben (Röm 6,10 ). Der Sünder, der mit der Taufe in den Lebensraum des Auferstandenen eintritt, darf in der Liebe Christi angstfrei glauben, hoffen und lieben.
Evangelische Freiheit ist in dieser Sicht kein Zustand, sondern die ein für alle Mal geschenkte Möglichkeit, immer neu mit Christus vom Tod zum Leben, von der Befangenheit im Bösen zur Freiheit der Kinder Gottes hinüberzugehen.
Theologiegeschichtlich wirksam wurde die paulinische Freiheitsreflexion vor allem bei Augustinus (De spiritu et littera) und Martin Luther (Von der Freiheit eines Christenmenschen).
Schon Paulus benannte die Gefahr, dass sich die innere Dialektik der evangelischen Freiheit, die für ihn die absolute Geltung der Gesetzesforderung voraussetzt, auflöst in eine inhaltsleere Beliebigkeit. Dieser Gefahr setzt er das Primat der Liebe entgegen, deren Früchte ein Leben in evangelischer Freiheit tragen soll. 